# 今晚讓我做夢
〈今晚讓我做夢〉（日语：今宵は夢を見させて）是日本歌手倉木麻衣的數碼單曲，於2018年8月8日發行。

## 概要
- NHK綜合頻道電視動畫《付喪神出租中》的主題曲，為倉木繼《名偵探柯南》後再次為動漫作品獻唱主題曲曲[1]。
- 歌曲是一首帶有和風感的作品，並同時以輕快而清爽的聲音作為特色[2]。
- 歌曲的音樂影片獲聲演動畫女主角的歌手兼聲優小松未可子演出，一反在〈渡月橋 ～想念你～〉中的純和風形象，充滿異國情調的風格[3]。

## 歌曲列表
| 線上下載 | 線上下載     | 線上下載 | 線上下載 | 線上下載 | 線上下載 |
| 曲序     | 曲目         |          | 作曲     | 编曲     | 时长     |
| -------- | ------------ | -------- | -------- | -------- | -------- |
| 1.       | 今晚讓我做夢 | 倉木麻衣 | SAiRENJ! | 久下真音 | 4:01     |

## 資料來源
1. ↑  溫, 博鈞. . 娛樂雙週. 2018-08-07  [2023-05-14]. （原始内容存档于2024-03-21） （中文（臺灣））.
2. ↑  . . 2018-08-08  [2023-05-14]. （原始内容存档于2024-03-21） （日语）.
3. ↑  . Musicman. 2018-08-08  [2023-05-14]. （原始内容存档于2024-03-21） （日语）.